# Grande uragano del 1780
Il Grande uragano del 1780, noto anche come Grande uragano delle Antille o come uragano di San Callisto, è considerato uno dei cicloni tropicali documentati che causò il maggior numero di vittime. Tra il 10 e il 16 ottobre 1780 la tempesta si abbatté sulle Piccole Antille, causando la morte di circa 22 000 persone, la maggior parte delle quali sulle isole di Barbados, Martinica e Sint Eustatius.
Questo uragano fu il più disastroso nella stagioni degli uragani del 1780, che fu caratterizzata da una serie di violenti uragani, quattro dei quali – tre nel solo mese di ottobre – causarono più di 1000 morti.

## Storia meteorologica
La stagione degli uragani atlantici del 1780 fu particolarmente intensa e causò un elevato numero di vittime. Dopo l'uragano che colpì a giugno in particolar modo l'isola di Saint Lucia, nel mese di ottobre si verificarono tre uragani, che causarono non meno di 2 000 morti ciascuno. Il secondo uragano di ottobre 1780 si sviluppò e si intensificò nell'oceano Atlantico centrale, raggiungendo l'isola di Barbados il 10 ottobre con venti che si stima soffiassero a circa 200 miglia all'ora (320 km/h). Il giorno seguente raggiunse le isole di Saint Lucia, Martinica e Sint Eustatius. Il 12 ottobre la tempesta continuò il suo percorso nelle Piccole Antille colpendo l'arcipelago di Guadalupa con un'intensità che si andava riducendo, ma con violente onde di tempesta. Il 13 ottobre l'uragano curvò la propria traiettoria in direzione ovest-nordovest, passando a sud-ovest di Saint Kitts. Il 14 ottobre il vortice ciclonico costeggiò Porto Rico, colpendone prevalentemente le coste sudoccidentali. In seguito, cambiò direzione, andando verso nord-nordovest e, tramite il canale della Mona, lasciò il mar dei Caraibi e raggiunse l'oceano Atlantico, passando 160 miglia (260 km) a est dell'isola di Grand Turk. Il 18 ottobre la tempesta passò a 150 miglia (240 km) da Bermuda, per poi dissiparsi nell'Atlantico settentrionale.

## Impatto

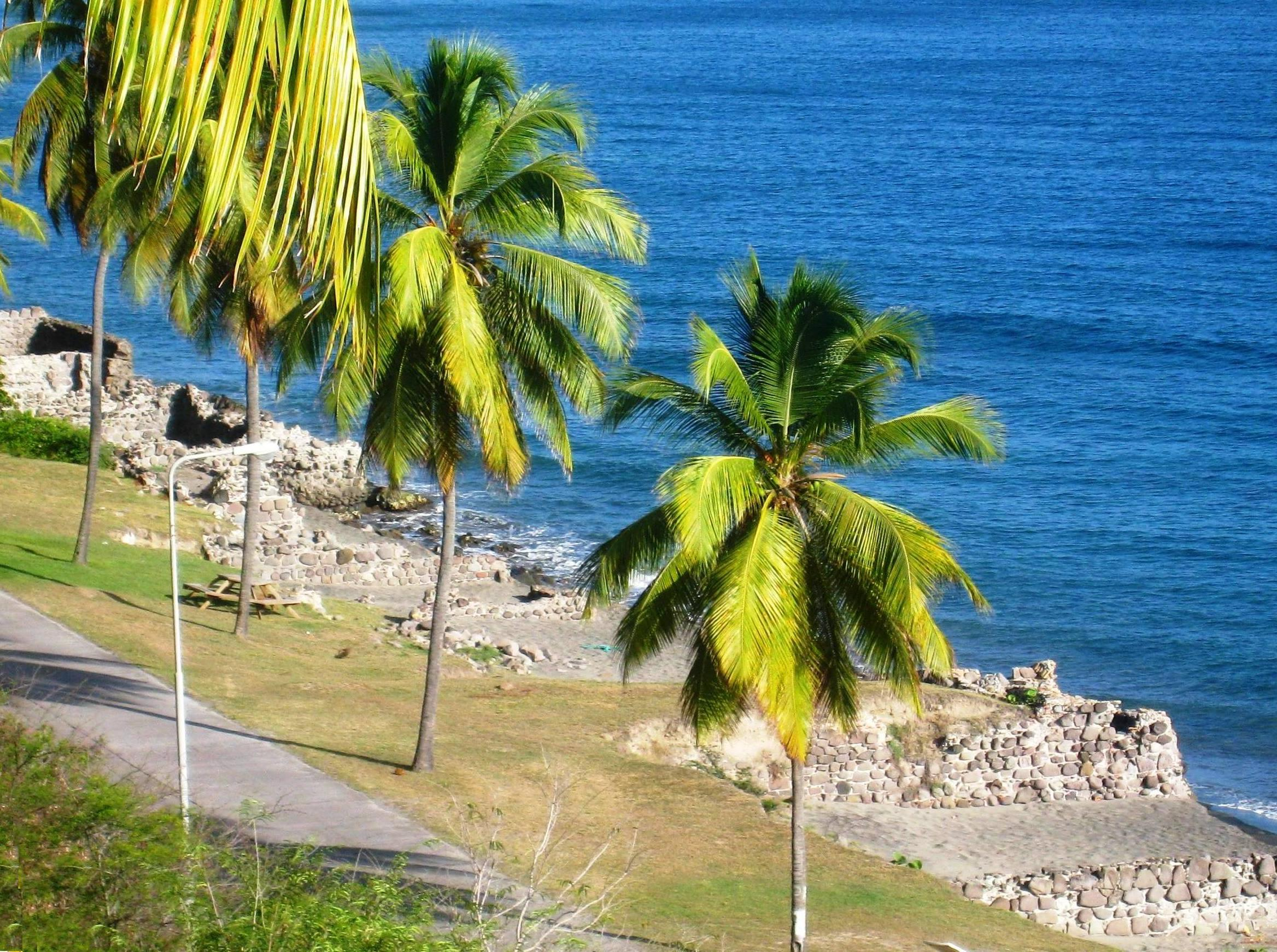
Resti di magazzini distrutti dall'uragano sull'isola di Sint Eustatius.

L'uragano si abbatté su quasi tutte le isole caraibiche, colpendo soprattutto Barbados e le isole orientali. L'impatto dell'uragano sulle isole causò la morte di almeno 22 000 persone, delle quali circa 4 500 a Barbados, 9 000 a Martinica e altre 4 500 a Sint Eustatius. Avvenendo nel pieno della rivoluzione americana, molte delle vittime e delle perdite furono subite anche delle flotte inglesi e francesi, che si contendevano il controllo dell'area.

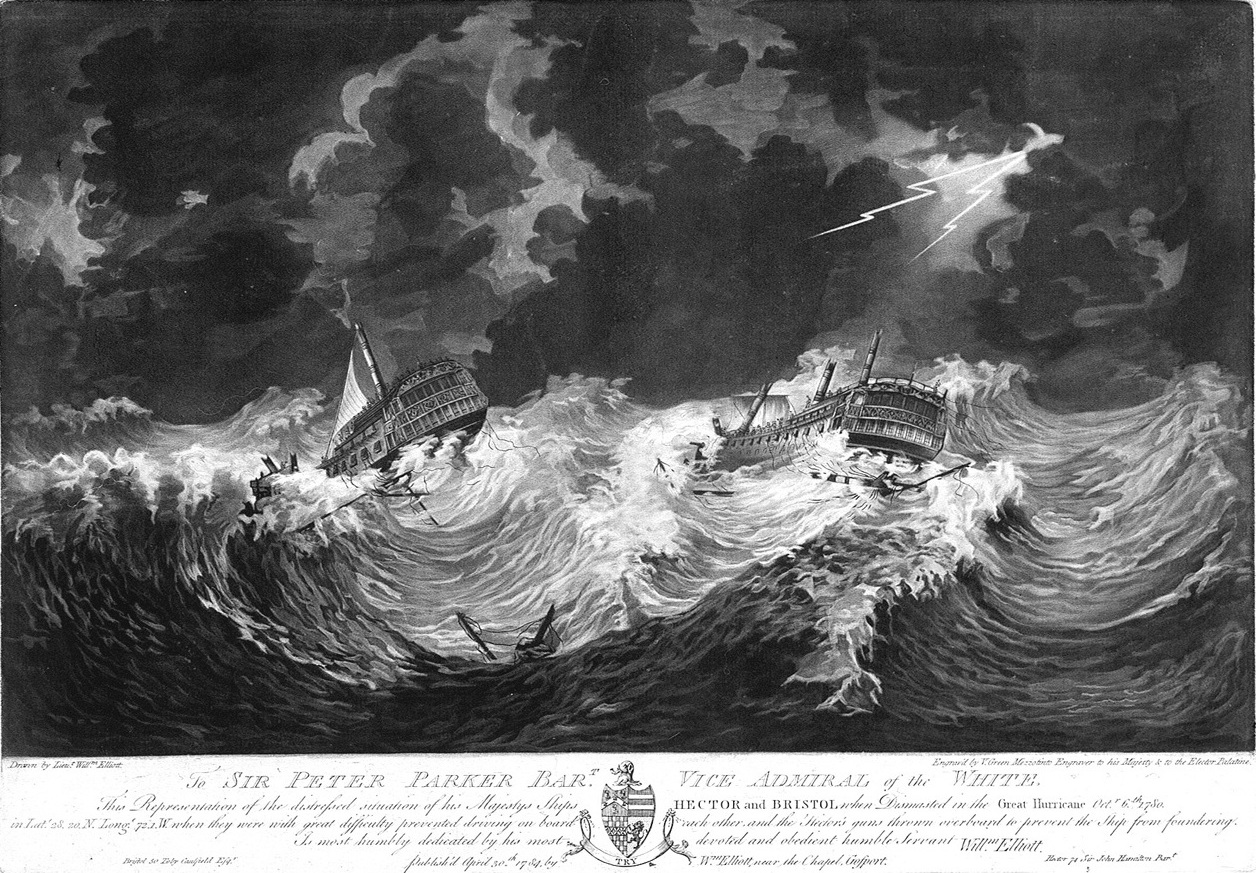
Rappresentazione di due vascelli inglesi colpiti dall'uragano.

A Barbados i venti di tempesta erano così forti da strappare le cortecce dagli alberi e, secondo la testimonianza riportata dall'ammiraglio inglese George Brydges Rodney, da spostare le pesanti palle di cannone presenti nelle fortificazioni dell'isola. In quei giorni la flotta inglese ai Caraibi era composta da circa 27 navi: 15 di base a Port Royal, in Giamaica, e comandate dal viceammiraglio Peter Parker, mentre le altre 12 facevano attività di pattugliamento attorno all'isola di Barbados. Quasi metà della flotta venne affondata e centinaia di marinai morirono, mentre buona parte delle altre navi venne severamente danneggiata. I danni causati dal vento erano così intensi che l'ammiraglio, che non era presente sull'isola al momento del passaggio dell'uragano, credette che un terremoto avesse colpito l'isola. La flotta inglese fu colpita sia a Barbados che sull'isola di Saint Lucia, che fu completamente distrutta dal passaggio dell'uragano, e molte navi britanniche vennero anche affondate nel loro viaggio verso l'Europa.
A Martinica l'uragano investì un convoglio francese, causando l'affondamento di almeno 40 navi sulle quali erano imbarcati circa 4 000 marinai, che affogarono. Onde di tempesta alte fino a 25 piedi (7,6 m) inondarono la città di Saint-Pierre, distruggendo le abitazioni. Sull'isola di Saint Vincent l'impatto dell'uragano causò la distruzione di 584 delle 600 abitazioni di Kingstown. Notevoli danni causati dai forti venti e dalle onde di tempesta vennero registrati anche in altre isole caraibiche, come Guadalupa, Dominica e Porto Rico.
Negli anni successivi solo altre due tempeste atlantiche causarono un numero di vittime confrontabile, ossia l'uragano Mitch con più di 11 000 morti e l'uragano di Galveston del 1900 con un numero di vittime tra 8 000 e 12 000.